# Gymnastes (Gymnastes) violaceus violaceus
Gymnastes (Gymnastes) violaceus violaceus is een ondersoort van de tweevleugelige Gymnastes (Gymnastes) violaceus uit de familie steltmuggen (Limoniidae). De ondersoort komt voor in het Oriëntaals gebied.